# Alejandro Royo-Villanova
Alejandro Royo-Villanova Payá (Madrid, 7 de abril de 1941) es un jurista, directivo empresarial y político español, nieto de Antonio Royo Villanova.
Licenciado en Derecho por la Universidad Complutense de Madrid, amplió estudios en la Universidad de Estrasburgo. En la administración pública, ocupó, entre otros cargos, la Secretaría General Técnica del ministerio de Información y Turismo. Presidente del consejo de administración del diario, El Norte de Castilla, entre otras empresas, en el tardofranquismo fue un destacado integrante del Grupo Tácito formado por aperturistas conservadores procedentes de la política y el periodismo. Perteneció al Partido Popular de Pio Cabanillas y José María de Areilza creado en 1976 y que se integraría más tarde en Unión de Centro Democrático. Fue elegido senador por la circunscripción de Valladolid en la Legislatura constituyente y en la primera (1977 y 1979), y después diputado al Congreso en las elecciones generales de 1982.